# Koło Fortuny (tarot)
Koło Fortuny – karta tarota należąca do Arkanów Wielkich, oznaczana numerem 10 (X).
Inne nazwy: Fatum, Szansa, Los, Traf, Pan Sił Żywota.

## Wygląd
Karta przedstawia duże, ośmio-szprychowe koło, czasem na podstawie z korbą. Zazwyczaj na obwodzie koła przedstawione są wizerunki kilku zwierząt, zdarza się też, że w czterech punktach koła umieszczone są litery TARO.

## Znaczenie
Koło Fortuny symbolizuje zmienność losu i dalszy przebieg wypadków. W postaci prostej najczęściej oznacza powodzenie, szczęście - w miłości, pracy zawodowej; także zdobycie pieniędzy bądź względów ukochanej osoby. Przeciwne znaczenie ma karta odwrócona, która jest kojarzona z nieszczęśliwymi zrządzeniami losu, czyli po prostu pechem - w różnych dziedzinach życia.

## Galeria

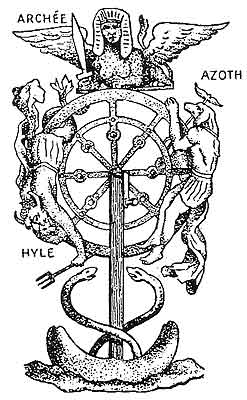
"Dziesiąty klucz Tarota" z książki Eliphasa Léviego, La Clef des Grandes Mystères (Klucz do Wielkich Tajemnic). Postać Hermanubisa wspina się w górę podwójnego koła, Tyfon lub Proteusz przesuwa się w dół, a na szczycie siedzi Sfinks dzierżący miecz. U podstawy koła wiją się dwa węże.
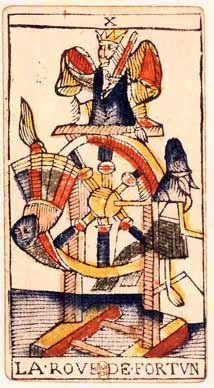
Koło Fortuny z talii tarota marsylskiego Jeana Dodala (XVIII wiek).
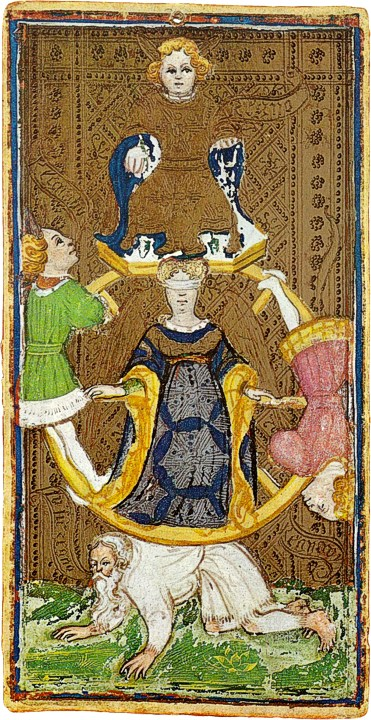
Koło Fortuny z talii tarota Viscontich-Sforzów ze zbiorów Pierpont Morgan-Bergamo (XV wiek) – reprodukcja. Na karcie widnieją łacińskie napisy: - starzec, znajdujący się pod kołem, mówi: "jestem bez królestwa" (sum sine regno) - postać wspinająca się w górę: "będę panował" (regnabo) - postać u szczytu koła: "panuję" (regno) - postać osuwająca się w dół: "panowałem" (regnavi).

- Koło Fortuny z talii tarota Viscontich-Sforzów ze zbiorów Pierpont Morgan-Bergamo (XV wiek) – reprodukcja.
Na karcie widnieją łacińskie napisy:
* starzec, znajdujący się pod kołem, mówi: "jestem bez królestwa" (sum sine regno)
* postać wspinająca się w górę: "będę panował" (regnabo)
* postać u szczytu koła: "panuję" (regno)
* postać osuwająca się w dół: "panowałem" (regnavi).
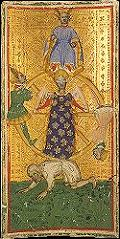
Koło Fortuny z talii Brera-Brambilla Visconti (zbiory Pinakoteki Brera w Mediolanie).